# Corpo albicante

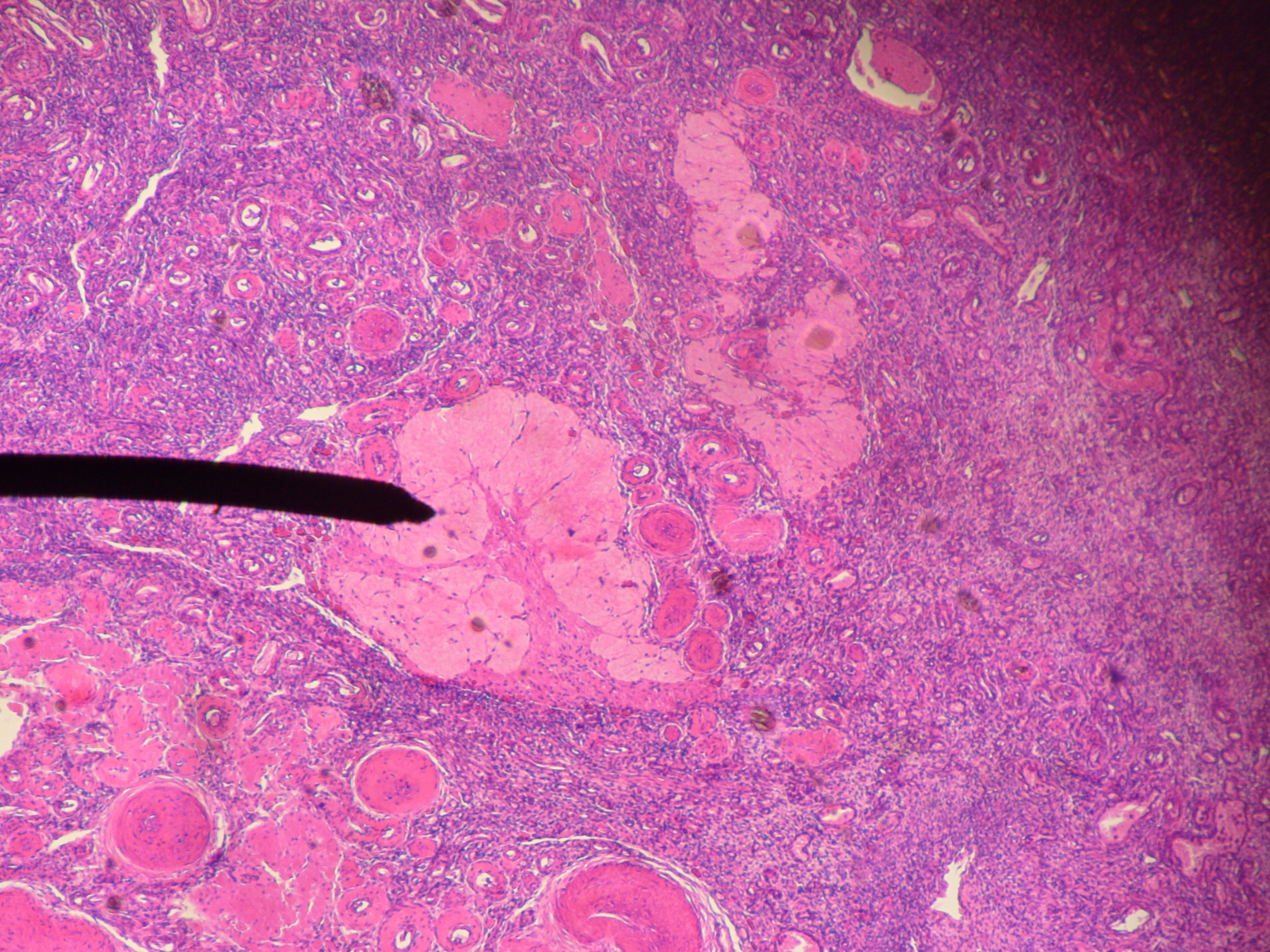
Immagine al microscopio di un corpo albicante umano

Il corpo albicante o corpus albicans è la forma degenerata del corpo luteo. 

## Formazione
Quando il corpo degenera e viene distrutto dai macrofagi, i fibroblasti producono collagene di tipo I, formando così il corpo albicante. Questo processo è chiamato luteolisi e il corpo albicante può persistere come cicatrice sulla superficie dell'ovario.